# هنكويه
 هنكویه  يضم الهاء والنون، والكاف والواو، وسكون الهاء، قرية كبيرة تتبع بلدة جناح (بالفارسية: بخش جناح ) من توابع مدينة بستك وتقع في محافظة هرمزگان في جنوب إيران. تسمى بالفارسية  (هُنگویه) ، تقع على بعد 60 كيلومتراً في جنوب غربي مدينة بستك.

## حدود قرية هنكویه
حدود قرية هنكویه: من الشمال «جبل »، ومن الجنوب نهر مهران، ومن الغرب قرية عالي أحمدان، ومن الشرق تنتهي بـقرية كِزَه.

## السكان
يبلغ عدد سكان هذه القرية حسب تعداد السكان لعام 2006 للميلاد، (3800) نسمه من أهل السنة والجماعة وعلى المذهب الشافعي. يتكلمون اللغة الفارسية باللهجة المحلية، وكذلك هناك بضعة أشخاص يجيدون اللغة العربية.

## المرافق العامة
القرية بها عدد 9 مساجد، ومدرسة ابتدائية وأخرى اعدادية والثانوية، وعيادة صحية صغيرة، وشبكة المياه والكهرباء والهاتف، بها مزارع النخيل، وأراضي خصبة لزراعة القمح والشعير، وعدد 75 بركة لحفظ مياه الأمطار، إذا سالت الأودية أيام هطول الأمطار الموسمية.
كذلك بها محطة لتقويت شبكة هاتف نقال (مُوبايل)، و3 مضخات لصحب المياه من الآبار الارتوازية وحوالي 4000 نخلة.

## وصلات خارجية
- التقسيمات الادارية لمحافظة هرمزگان